# کملوت (گروه موسیقی)
کملوت یک گروه متال آمریکایی از شهر تامپای ایالت فلوریدا است. این گروه در سال ۱۹۹۱ به وسیله توماس یانگ بلاد و ریچارد وارنر ایجاد شد. خوانندهٔ نروژی گروه روی خان برای آلبوم حصار خطرناک به گروه ملحق شد و از آن پس تا زمان جداییش از گروه در سال ۲۰۱۱ در ساخت موسیقی با یانگ بلاد همکاری نمود.
تا سال ۲۰۱۰ گروه کملوت نه آلبوم استودیویی، دو آلبوم زنده، یک دی‌وی‌دی زنده، هفت نماهنگ را در کارنامه خود دارد. Poetry for the Poisoned آخرین آلبوم استودیویی گروه است که در سپتامبر ۲۰۱۰ منتشر شد.

## شرح حال

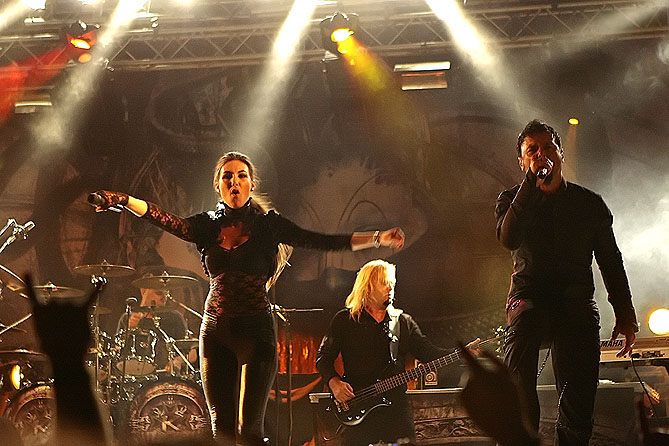
گروه کملوت در جشنواره فضای باز 2010 (Aveiro-پرتغال)

گروه کملوت در سال ۱۹۹۱ در ایالت فلوریدا به وسیله توماس یانگ بلاد و ریچارد وارنر ایجاد شد. در سال ۱۹۹۴ گروه قراردادی را با شرکت نویز ریکوردر برای اتشار اولین آلبوم رسمی خود جاویدان منعقد کرد. آلبوم بعدی گروه، قلمرو در سال ۱۹۹۷ منتشر شد. در همان سال درامر و یکی از بنیانگذاران گروه ریچارد وارنر و خواننده گروه مارک واندربیت جای خود را به ترتیب به کیسی گریلو و روی خان دادند. با همکاری دو عضو جدید کملوت آلبوم استودیویی سوم خود را با نام حصار خطرناک در سال ۱۹۹۸ منتشر کرد.
خان در سال ۲۰۱۱ از گروه جدا شد و این موضوع طی بیانیه‌ای در وبسایت گروه در تاریخ ۲۲ آوریل همان سال اعلام گردید. پس از آن کملوت در طول تور خود برای آلبوم Poetry for the Poisoned در اروپا، آمریکای لاتین و آمریکای شمالی از فابیو لیونه، خوانندهٔ گروه راپسودی آو فایر به عنوان جایگزین موقت خان استفاده نمود. سرانجام تامس یانگ‌بلاد در تاریخ ۲۲ ژوئن ۲۰۱۲ طی بیانیه‌ای در وبسایت رسمی گروه اعلام نمود که تامی کارویک، خوانندهٔ گروه سونت واندر به عنوان خوانندهٔ جدید به کملوت پیوسته است.

## آلبوم‌های استودیویی
| سال انتشار | نام آلبوم               |
| ---------- | ----------------------- |
| ۱۹۸۵       | جاودان                  |
| ۱۹۹۷       | قلمرو                   |
| ۱۹۹۸       | حصار خطرناک             |
| ۱۹۹۹       | چهارمین میراث           |
| ۲۰۰۱       | سرنوشت                  |
| ۲۰۰۳       | اپیکا                   |
| ۲۰۰۵       | هاله سیاه               |
| ۲۰۰۷       | اپرای ارواح             |
| ۲۰۱۰       | Poetry for the Poisoned |